# Pacajá
Pacajá är en kommun i Brasilien.   Den ligger i delstaten Pará, i den centrala delen av landet, 1 400 km norr om huvudstaden Brasília. Antalet invånare är 40 052.
I omgivningarna runt Pacajá växer i huvudsak städsegrön lövskog. Runt Pacajá är det mycket glesbefolkat, med 2 invånare per kvadratkilometer.